# Libreville
Libreville je glavni i najveći grad te druga po značenju luka Gabona. Nalazi se na sjeverozapadu države, na estuariju rijeke Komo u Atlantski ocean, 120 km južno od granice s Ekvatorskom Gvinejom.
Grad su 1848. godine osnovali oslobođeni robovi s brazilskog broda kojeg je zaplijenila francuska mornarica. Nazvali su ga Libreville (fra. "Slobodni grad") po uzoru na Freetown, danas glavni grad Sijera Leonea. Od 1934. do 1946. Libreville je bio glavna luka Francuske Ekvatorske Afrike, a 1940. se ovdje odigrala Bitka za Gabon između snaga generala de Gaullea (potpomognutih Britanskom kraljevskom ratnom mornaricom) i Višijske Francuske. Glavni je grad Gabona od stjecanja neovisnosti 1960. godine.
Značajne su industrije drvoprerađivačka i poljoprivreda; također se u gradu nalazi i manje brodogradilište. U lučkom robnom prometu prevladava izvoz kvalitetnog drva. Libreville ima sveučilište Omar Bongo te više istraživačkih instituta. Postoji dubokomorska luka i željeznička veza s unutrašnjošću. Tu je i međunarodna zračna luka (11 km sjeverno od grada). Grad, koji sa svojim širokim ulicama, marinom i bogatim noćnim životom i dalje nosi snažan pečat francuskog utjecaja, jedan je od najskupljih u Africi.
Prema popisu iz 1993. godine, Libreville je imao 419.596 stanovnika, gotovo polovicu ukupnog stanovništva države. Današnje se stanovništvo procjenjuje na oko 600.000.

## Vanjske poveznice

### Ostali projekti
|  | Zajednički poslužitelj ima još gradiva o temi Libreville |